# Elmbach (Kinzig)
Der Elmbach ist ein knapp neuneinhalb Kilometer langer rechter und nordöstlicher Zufluss der Kinzig in Hessen.

## Name
Der Name leitet sich vom althochdeutschen elm 'Ulme' ab. Ursprünglich hatte der Elmbach die Endung -ach. So heißt er bei seiner ersten urkundlichen Erwähnung fluvium Elmaha (769) und im Jahr 1380 wird er als die Elma bezeichnet. Nachdem mit der Zeit das -ach wegfiel, wurde die Endung -bach angefügt, um den Fluss von der Ortschaft Elm zu unterscheiden.

## Geografie

### Verlauf
Der Elmbach entspringt nordöstlich von Schlüchtern-Hutten. Seine Fließrichtung ist Südwesten, welche er im Wesentlichen bis zur Mündung beibehält. Er durchfließt die Ortschaft Hutten und in Schlüchtern-Elm fließt ihm von der linken Seite der Eckelsbach und von der rechten Seite der Schwarzbach zu. Bei Schlüchtern mündet der Elmbach schließlich am Eselsweg in die Kinzig.

### Zuflüsse
- Weichersbach[3] [GKZ 24781216] (rechts), 1,8 km
- Eckelsbach (rechts), 2,4 km
- Schwarzbach (links), 11,5 km
- (Bach aus der) Schöchterner Aue [GKZ 24781294], (rechts), 1,4 km

### Flusssystem Kinzig
- Fließgewässer im Flusssystem Kinzig

### Orte
Der Elmbach fließt durch folgende Ortschaften:
- Schlüchtern-Hutten
- Schlüchtern-Elm
- Schlüchtern